# Kia EV6
A Kia EV6 egy elektromos meghajtású crossover autótípus, amelyet a Kia Motors gyárt. Az anyavállalat Hyundai Motor Company elektromos globális moduláris platformjára (E-GMP) épül, emellett műszakilag kapcsolódik a Hyundai Ioniq 5-höz és a Genesis GV60-hoz.
2022-ben elnyerte Az Év Autója díjat.

## Történet
A Kia EV6 külső és belső dizájnját 2021. március 15-én mutatták be. Karim Habib főtervező irányítása alatt készült a három Kia tervezőstúdió együttműködésében Namyangban (Korea), Frankfurtban és Irvine-ben (Kalifornia, USA). A világpremiert 2021. március 30-án tartották. A sorozatot 2021 októbere óta forgalmazzák Európában. Az első dél-koreai autóként a Kia EV6 elnyerte az európai Év Autója díjat 2022-ben.

## Technológia
A Hyundai Ioniq 5-höz hasonlóan a Kia EV6 is 800 V-os elektromos rendszerrel rendelkezik, és két 58 kWh-s vagy 77,4 kWh-s energiatartalmú akkumulátorral kínálják. A sportos GT változat két motorral rendelkezik, amelyek összteljesítménye 430 kW. A jármű végsebessége 260 km/óra és 3,5 másodperc alatt gyorsul 0-tól 100-ig km/óráig. Más motorváltozatok teljesítménye 125 és 239 kW között van. A maximális vontatási súly 1600 kg.
A Kia EV6 400 vagy 800 V feszültséggel tölthető, 100 km-re elegendő energiával kevesebb mint öt perc alatt áramlik le. Kétirányú töltés is lehetséges. A maximális hatótáv a WLTP szerint 528 km a hátsókerék-hajtású, nagy hatótávolságú változatnál.
Az asszisztens rendszerek közé tartozik a keresztirányú forgalom figyelmeztetés (vészfékező funkcióval), az aktív holttér-asszisztens, az első ütközésre figyelmeztető, az ütközést elkerülő asszisztens és a távoli parkolási asszisztens.

## Felszereltség
A Kia EV6 három külső változattal kapható: Standard, GT-Line és EV6 GT. Tizenegy külső szín rendelhető hat belső változattal kombinálva.
Az üléshuzatokhoz újrahasznosított műanyagot használnak. A műszerfal két 12 hüvelykes képernyővel rendelkezik, az infotainment képernyő pedig ívelt. Van egy head-up kijelző is kiterjesztett valósággal (AR).

A Kia hét év vagy 150 000 kilométer garanciát vállal a vevőnek a járműre és a hajtóakkumulátorra, és garantálja, hogy az akkumulátor hasznos kapacitása nem esik 70% alá.

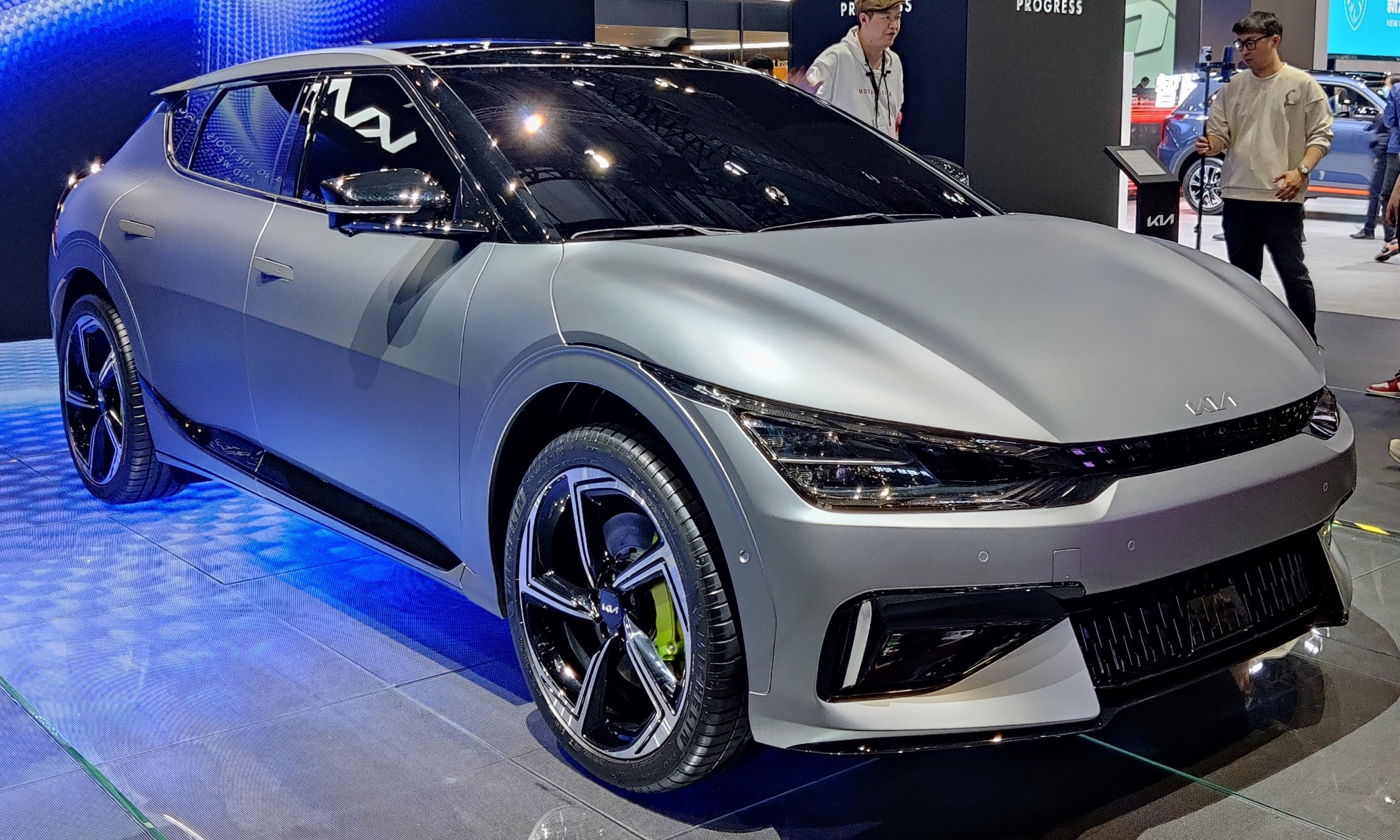
Elölnézetből
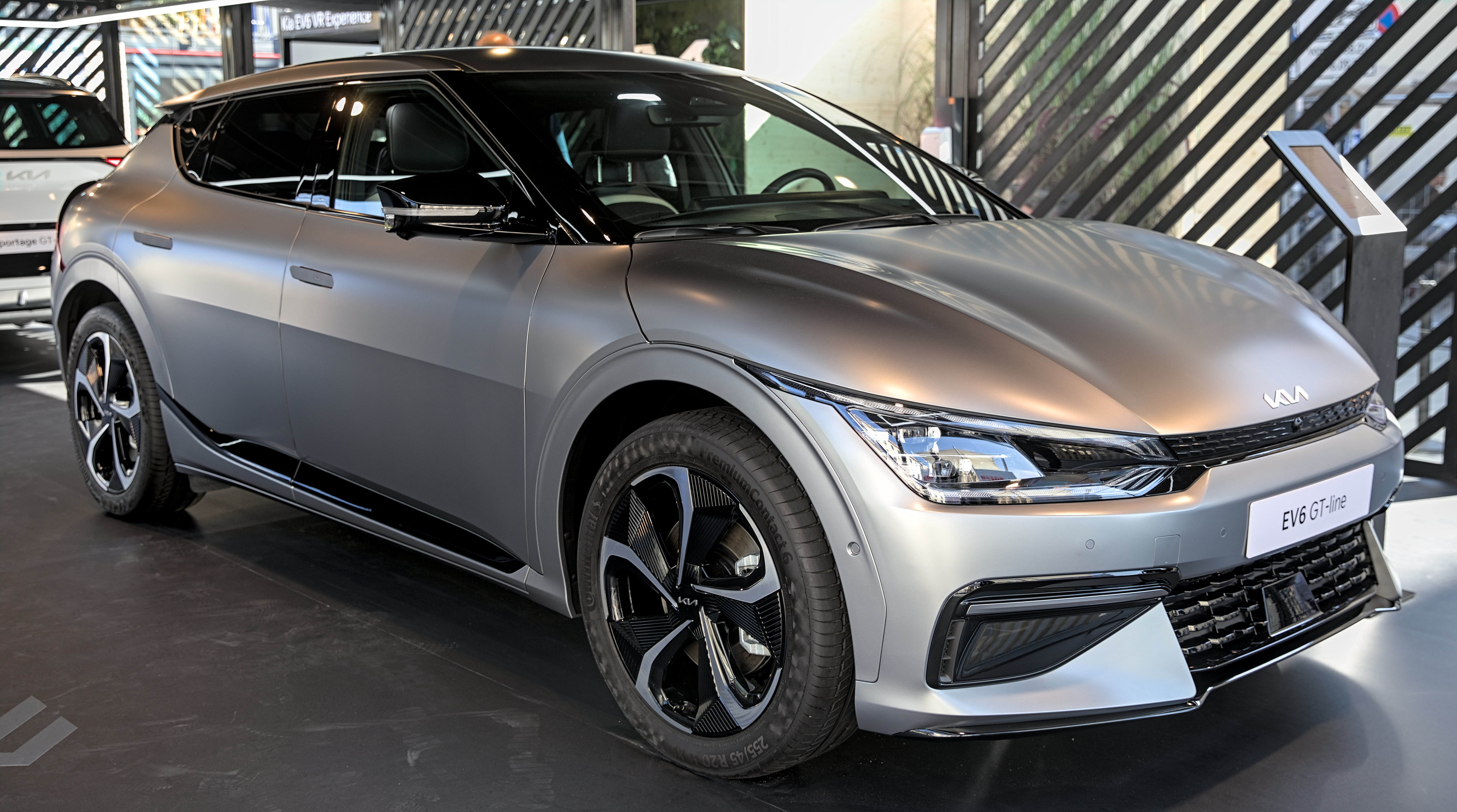
Elölnézetből
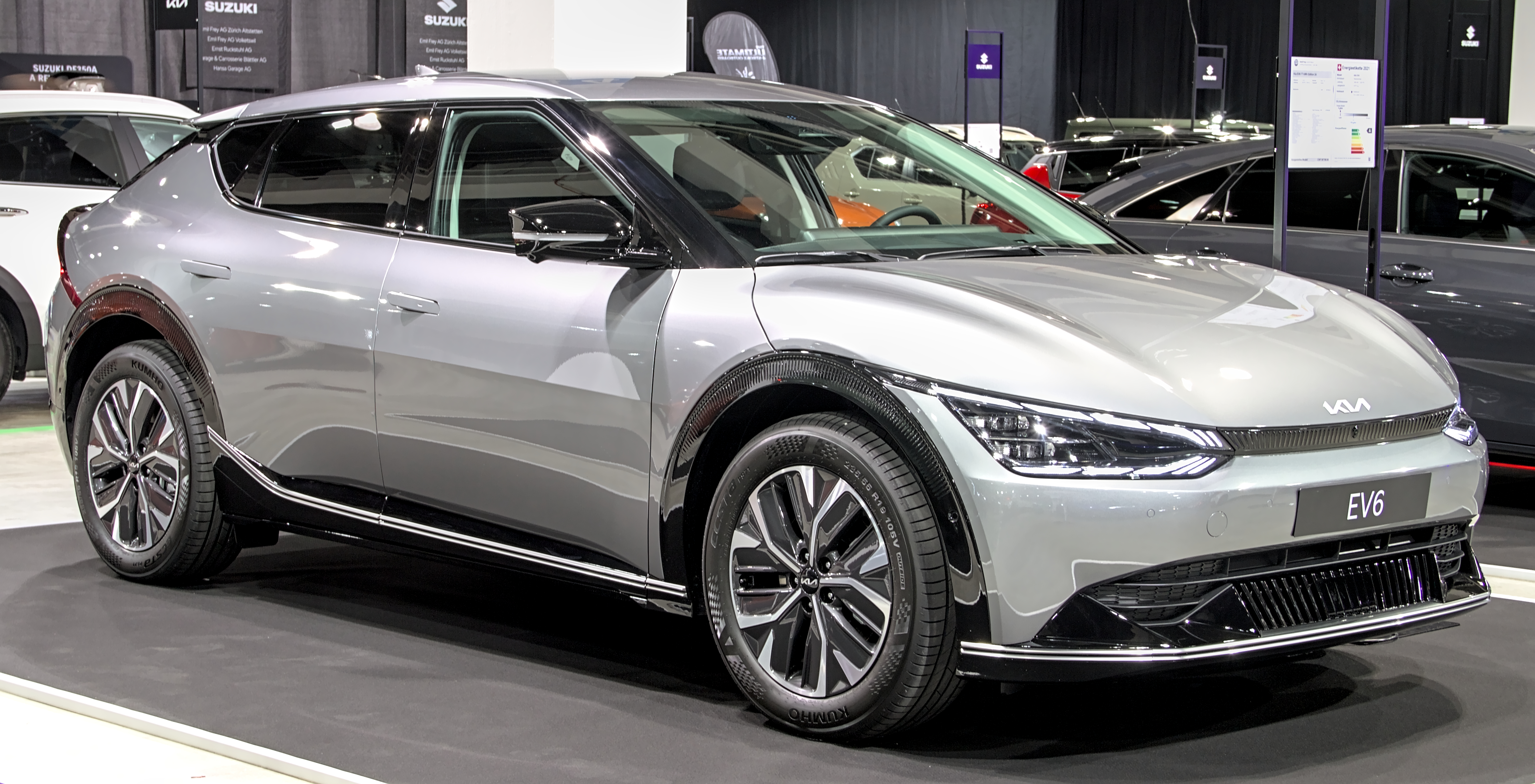
Elölnézetből
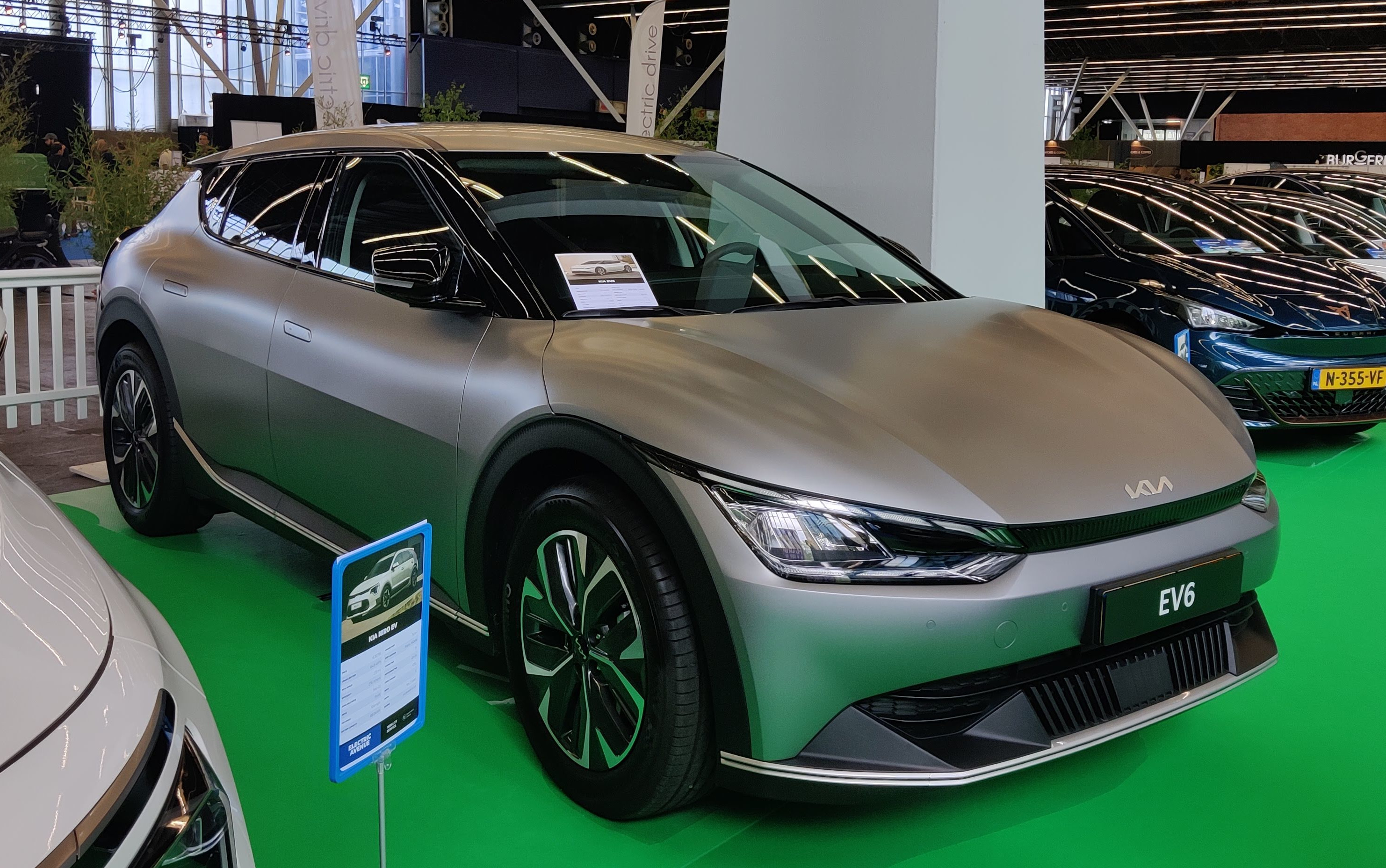
Elölnézetből
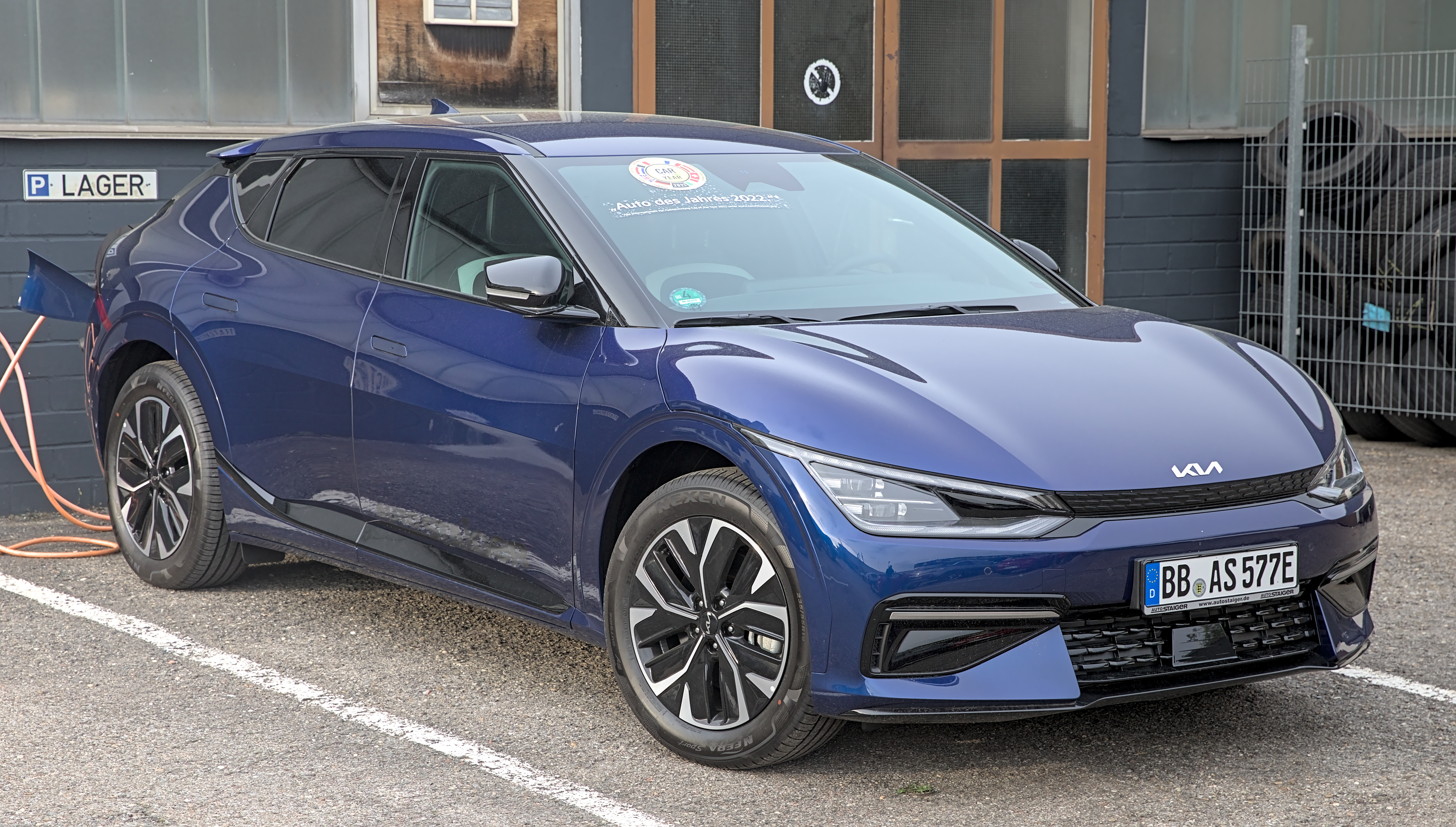
Elölnézetből
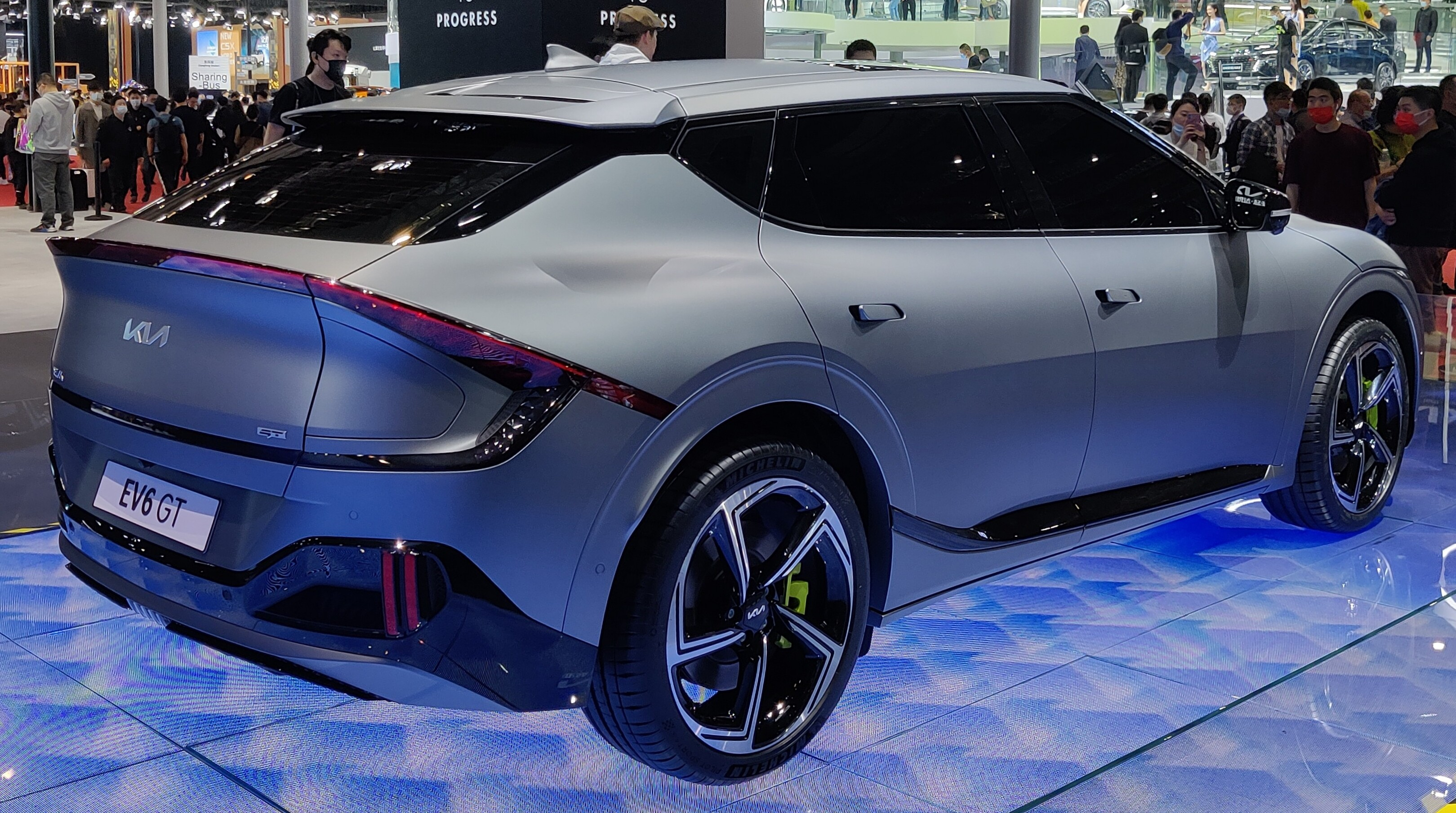
Hátulnézetből
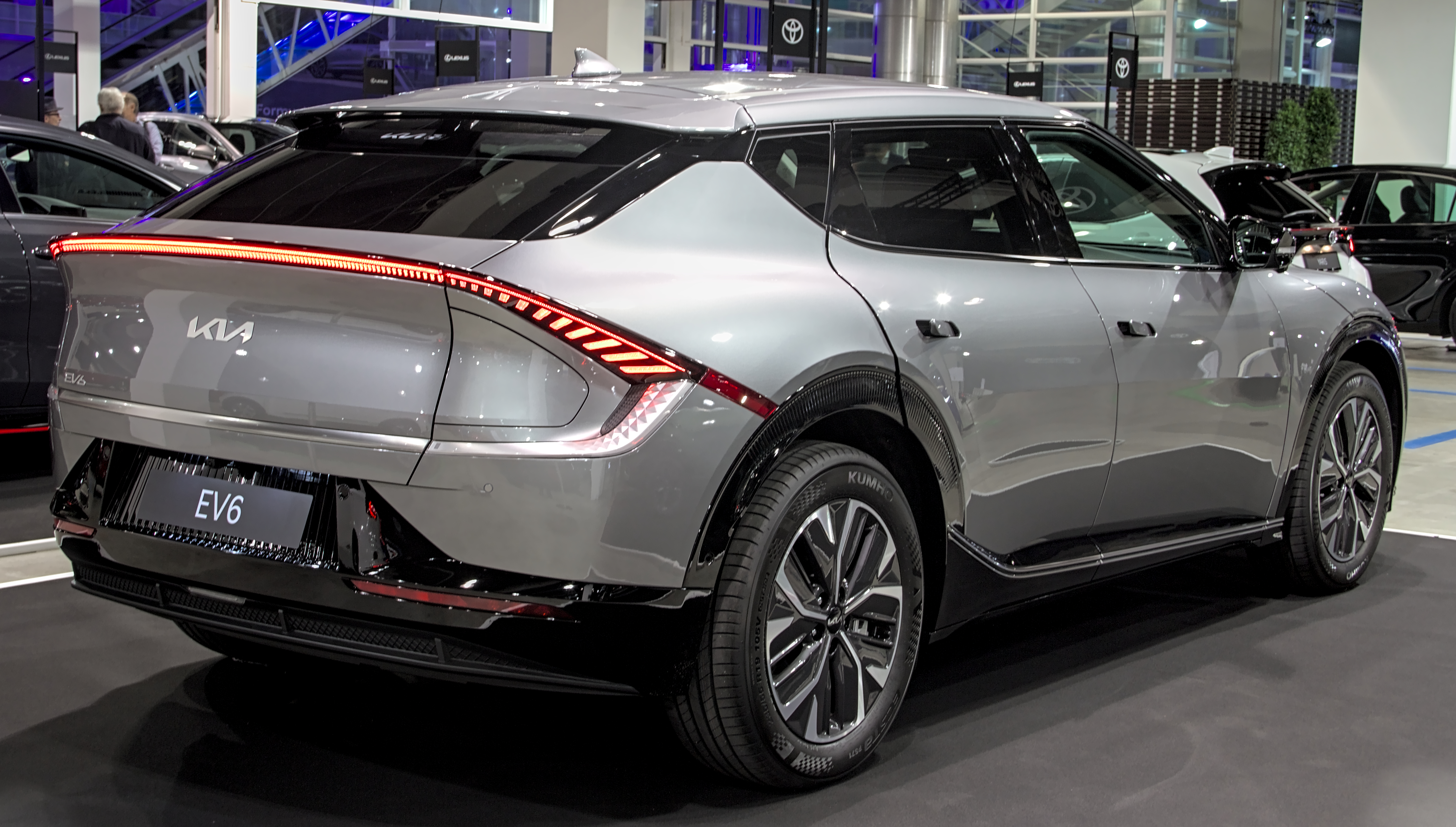
Hátulnézetből
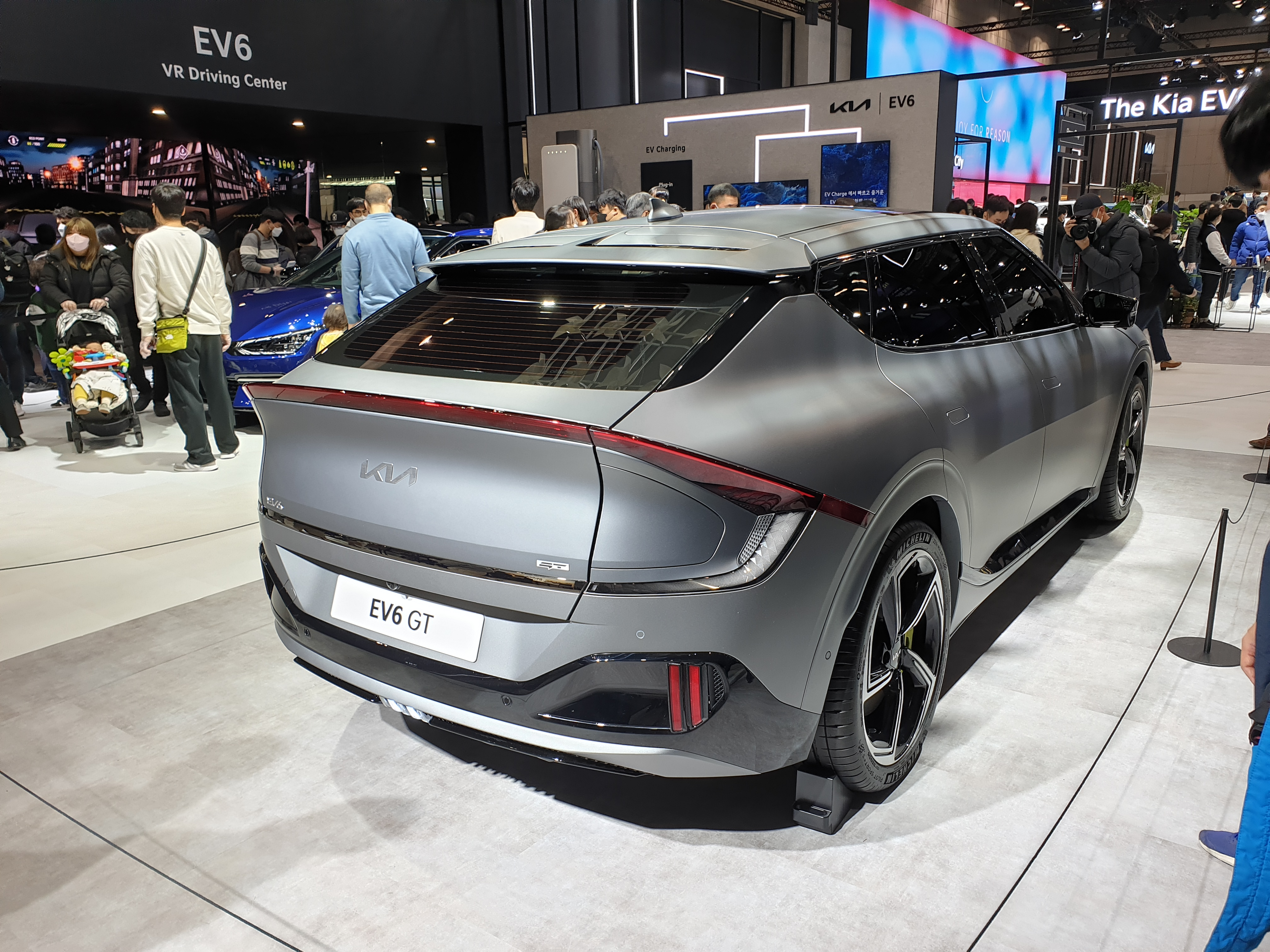
Hátulnézetből
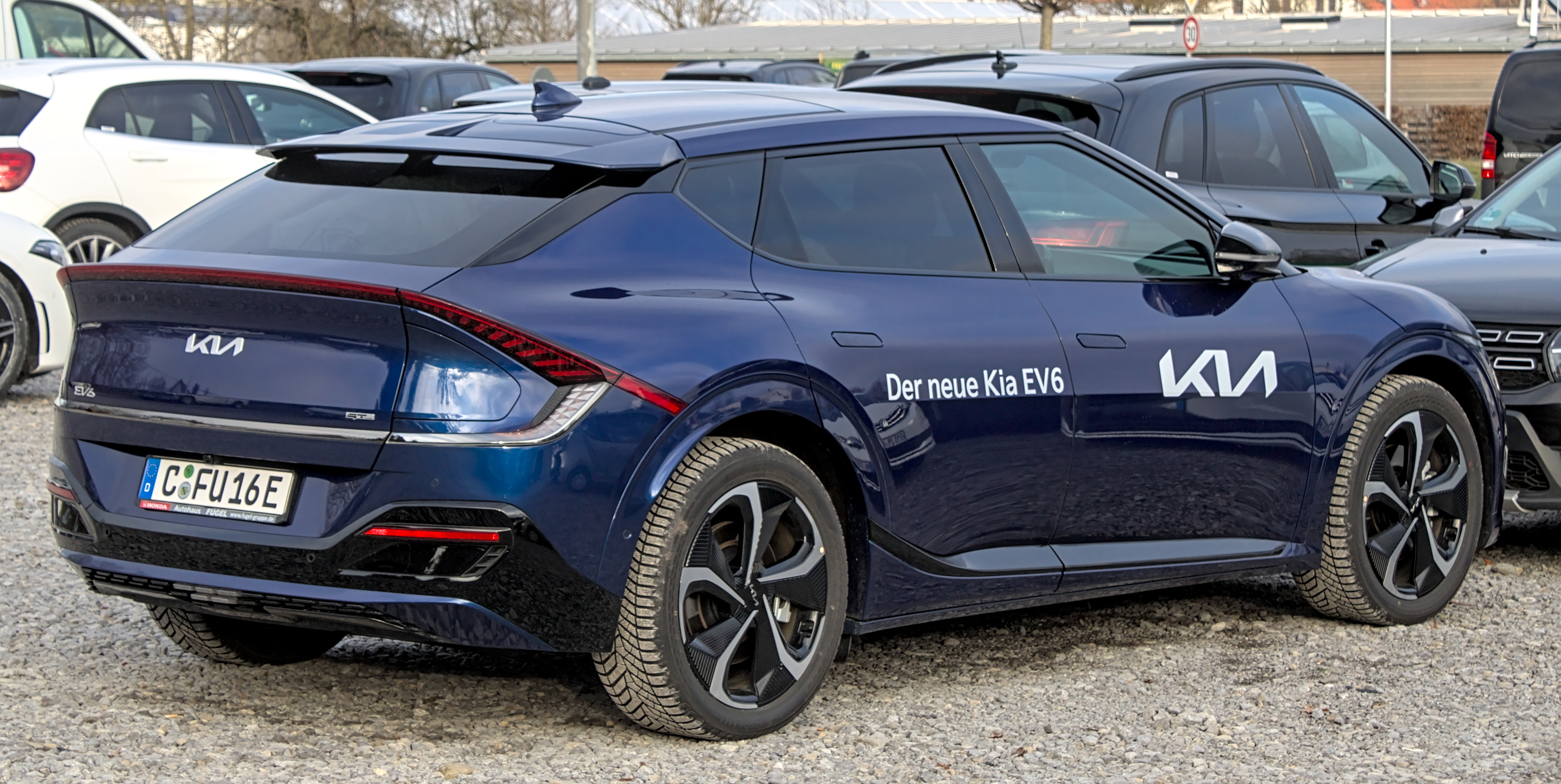
Hátulnézetből
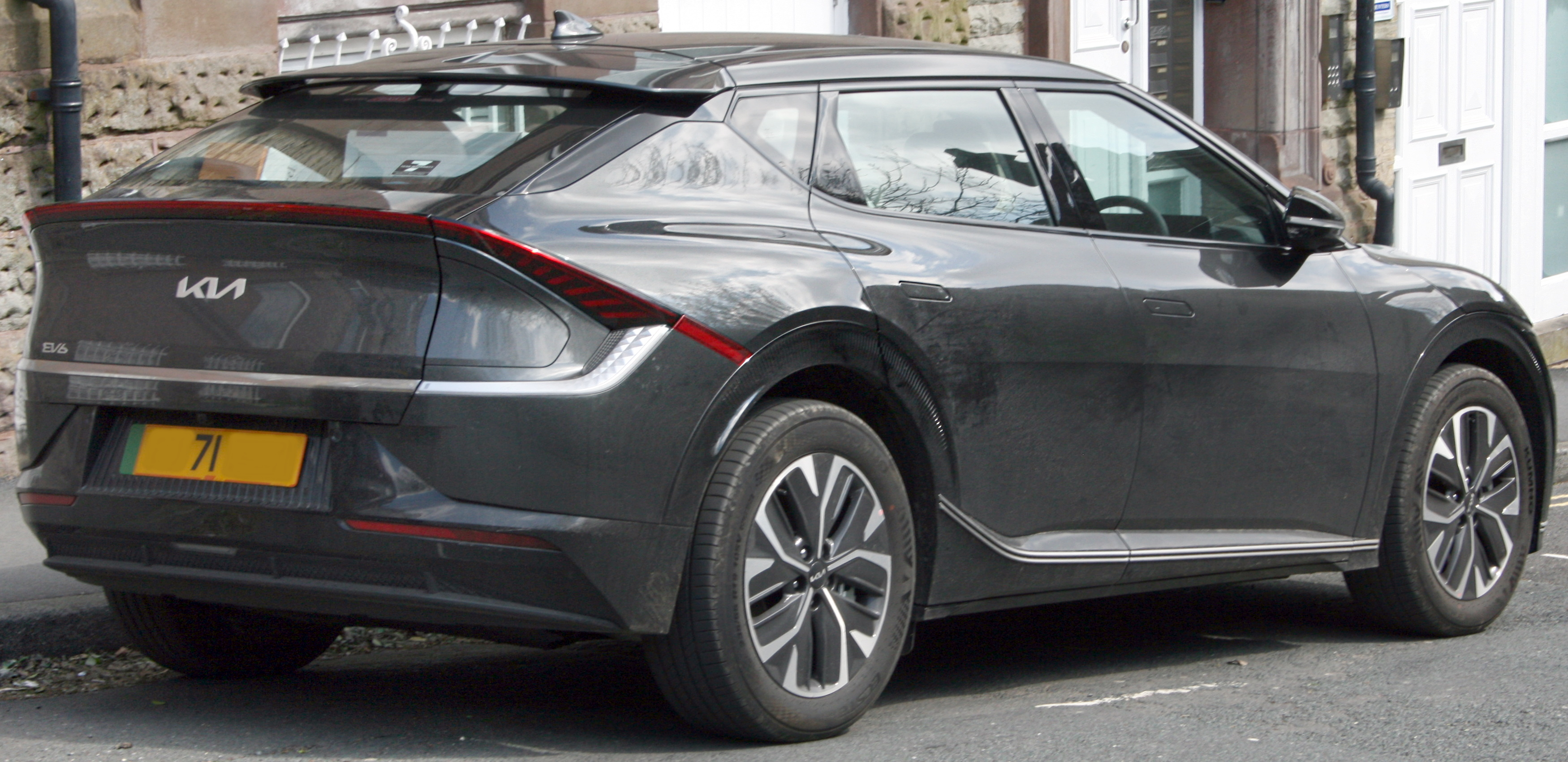
Hátulnézetből
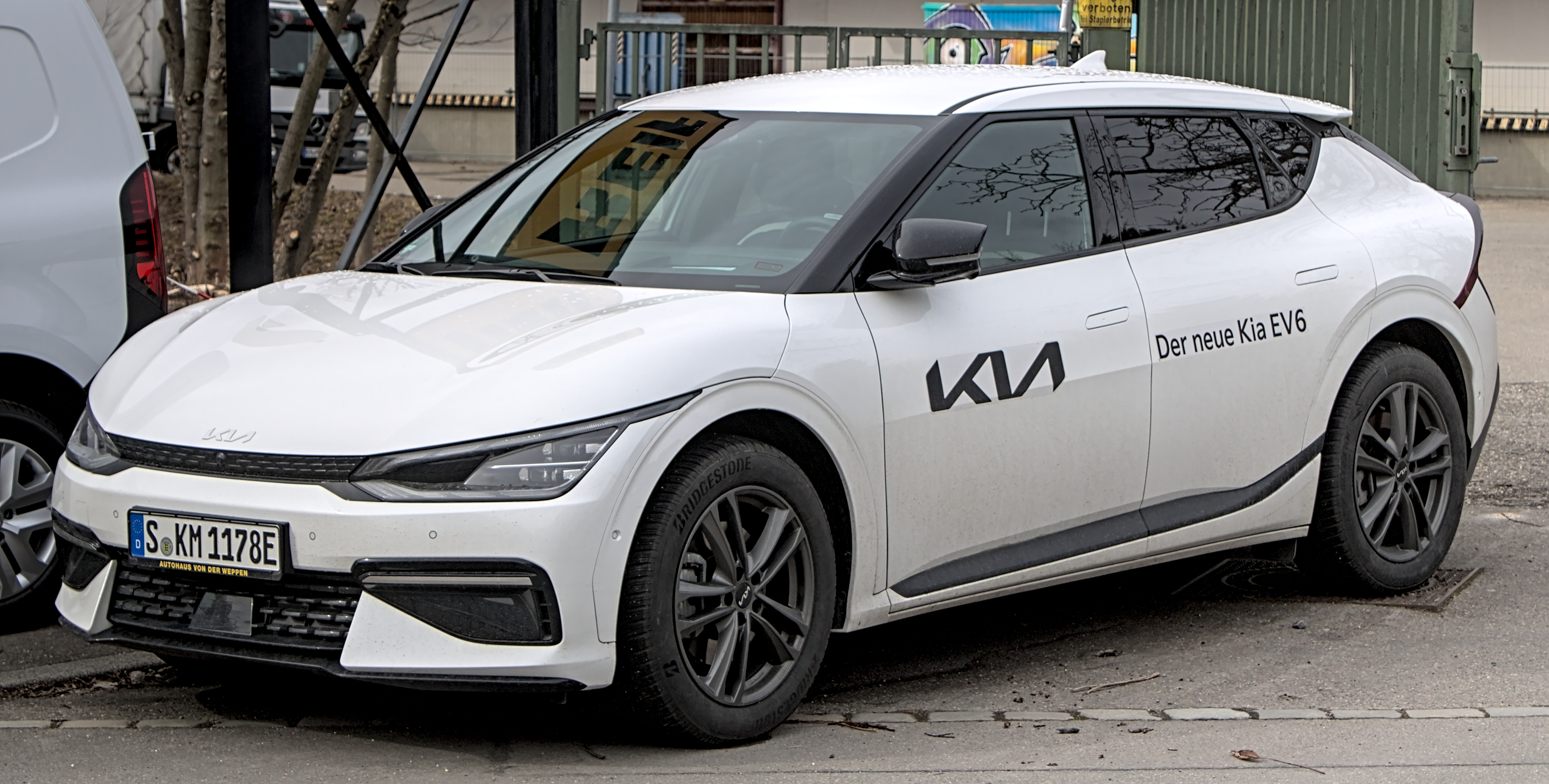
Kia EV6 GT Line
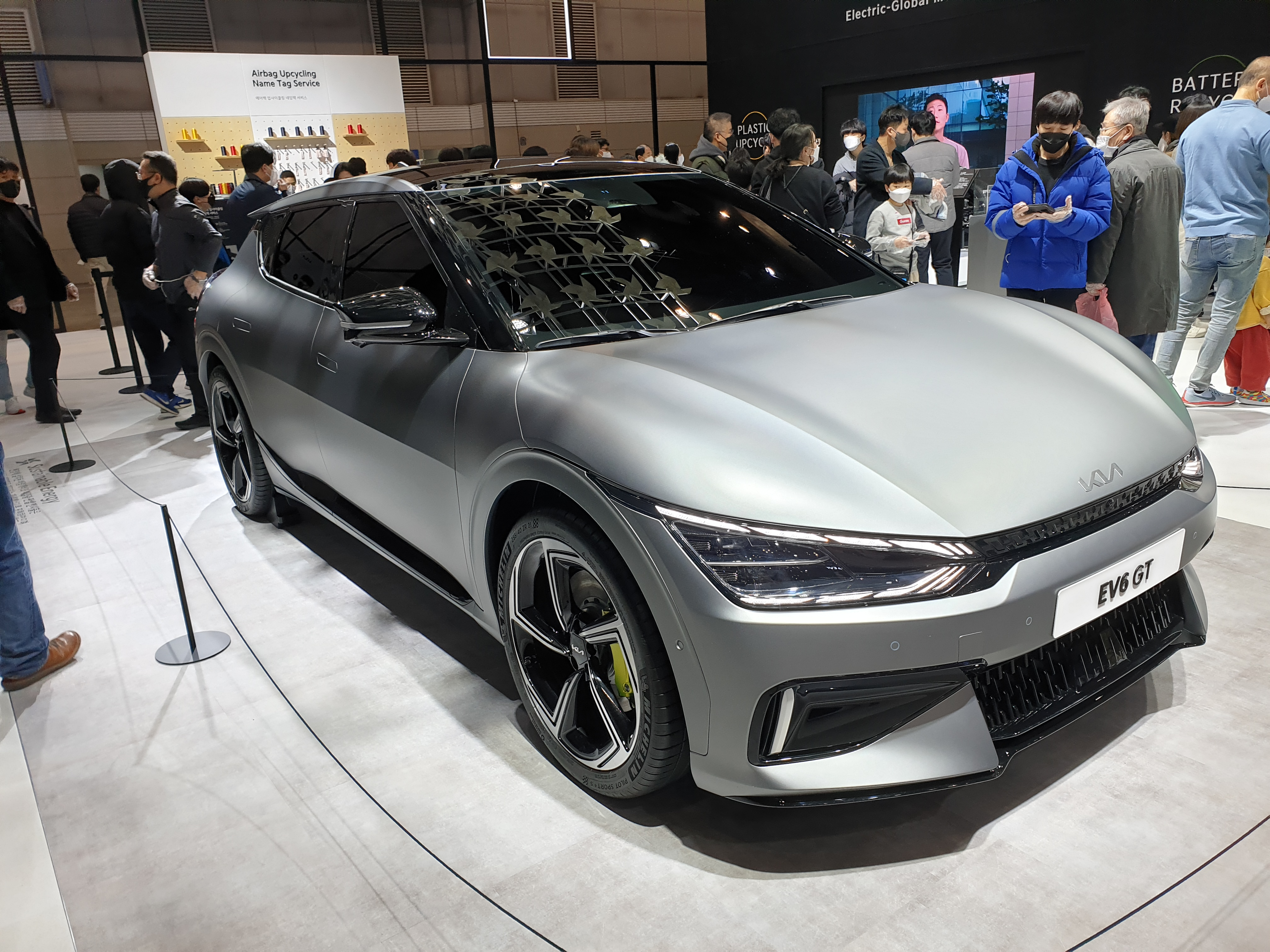
Kia EV6 GT a 2021-es Szöuli Mobilitási Kiállításon
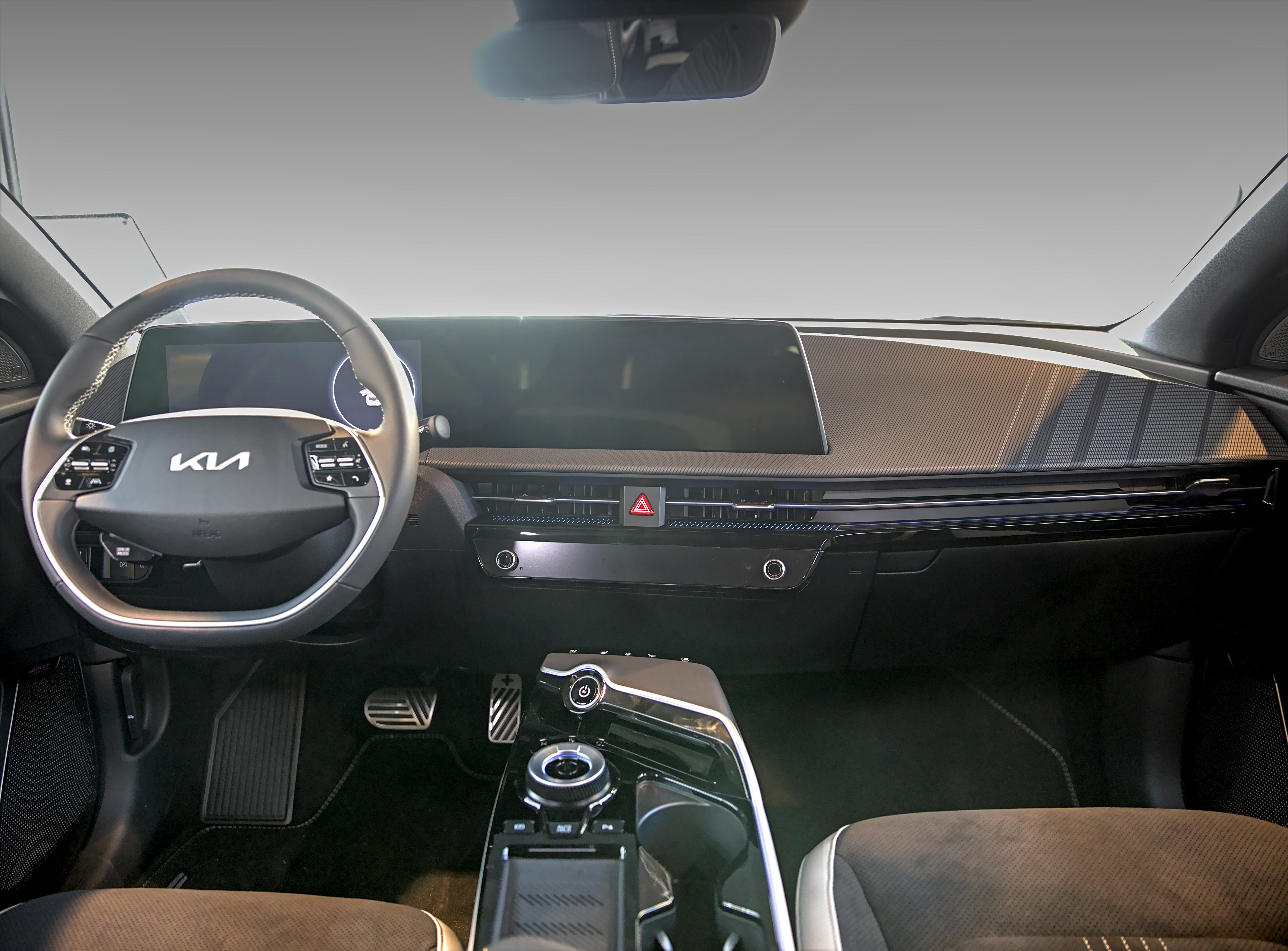
A Kia EV6 belső tere
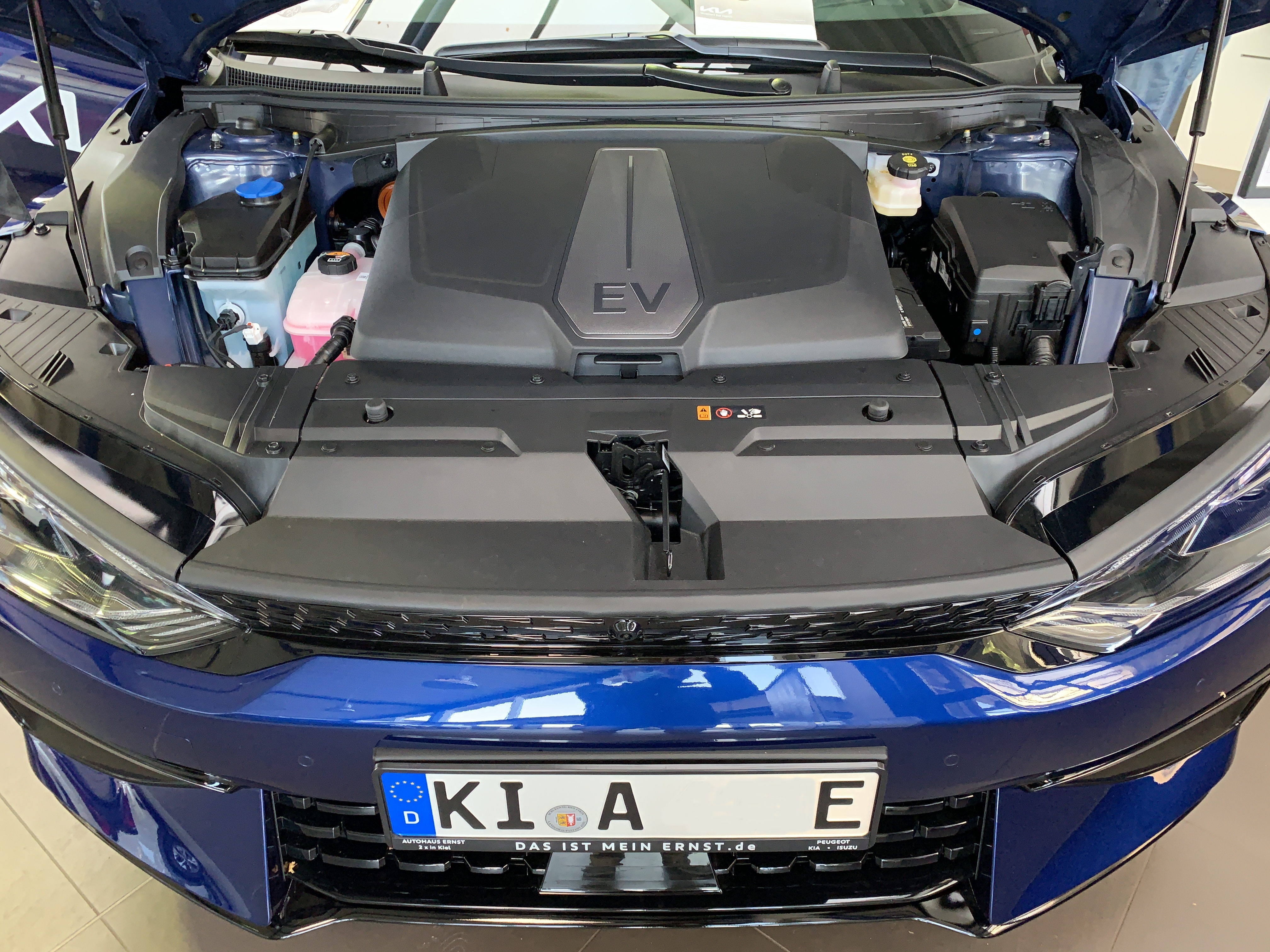
Motortér
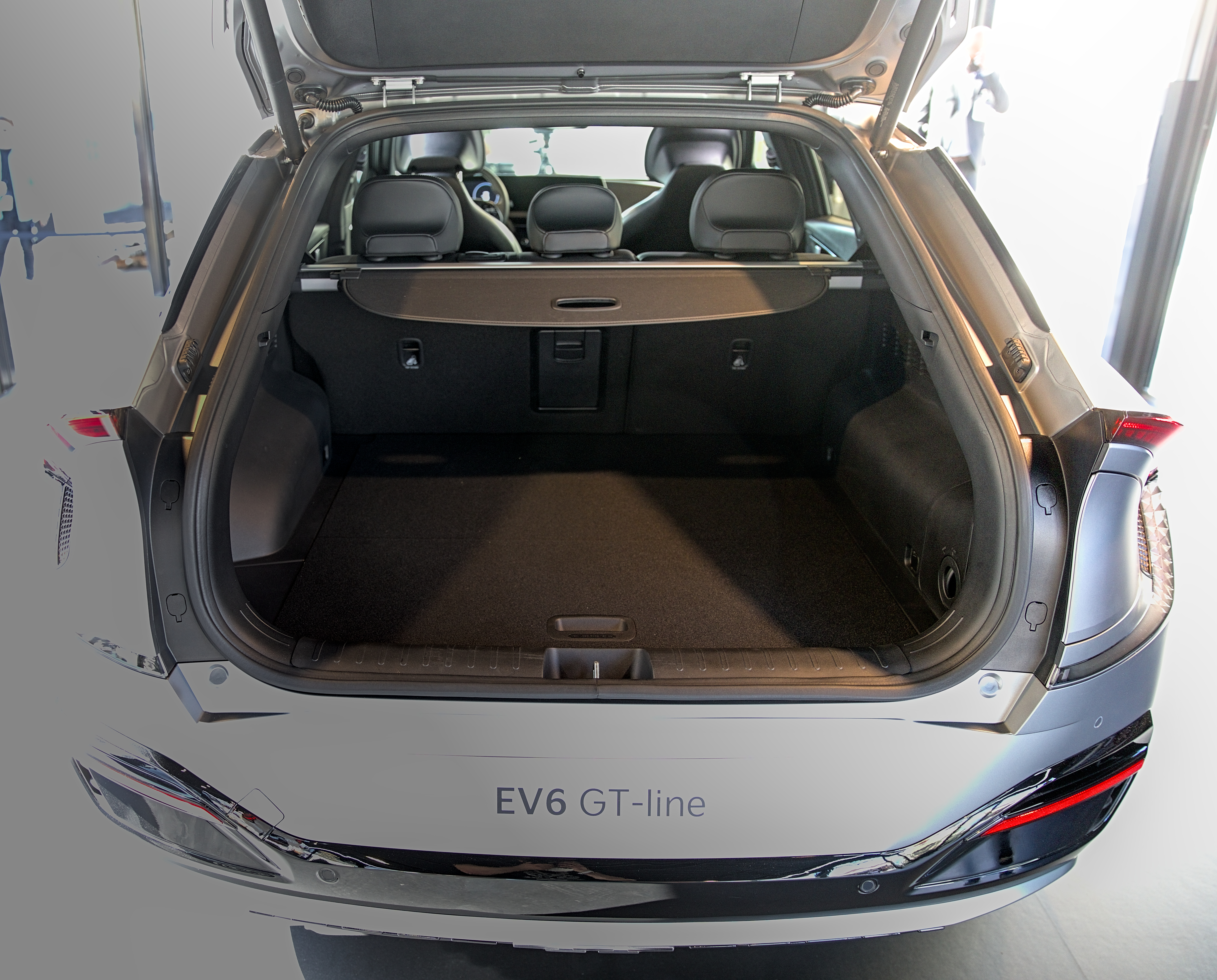
Csomagtartó

## Biztonság
2022 tavaszán az Euro NCAP tesztelte a Kia EV6 járműbiztonságát. Öt csillagot kapott a lehetséges ötből.

## Műszaki adatok
|                                                   | EV6 RWD                                  | EV6 RWD                                  | EV6 AWD                                  | EV6 GT AWD                               |
| Gyártási időszak                                  | 2021. október óta                        | 2021. október óta                        | 2021. október óta                        | 2022. szeptember óta                     |
| A motor jellemzői                                 |                                          |                                          |                                          |                                          |
| A motor típusa                                    | hátsó villanymotor                       | hátsó villanymotor                       | Elektromos motor elöl és hátul           | Elektromos motor elöl és hátul           |
| A motor felépítése                                | állandó mágneses gerjesztésű szinkrongép | állandó mágneses gerjesztésű szinkrongép | állandó mágneses gerjesztésű szinkrongép | állandó mágneses gerjesztésű szinkrongép |
| Max. teljesítmény                                 | 125 kW                                   | 168 kW                                   | 239 kW                                   | 430 kW                                   |
| Max. nyomaték                                     | 350 Nm                                   | 350 Nm                                   | 605 Nm                                   | 740 Nm                                   |
| Erőátvitel                                        |                                          |                                          |                                          |                                          |
| Hajtás                                            | Hátsókerékhajtás                         | Hátsókerékhajtás                         | Összkerékhajtás                          | Összkerékhajtás                          |
| Terjedés                                          | Fix áttétel                              | Fix áttétel                              | Fix áttétel                              | Fix áttétel                              |
| Mérési értékek                                    |                                          |                                          |                                          |                                          |
| Maximális sebesség                                | 185 km/óra                               | 185 km/óra                               | 185 km/óra                               | 260 km/óra                               |
| Gyorsulás, 0-100 km/óra                           | 8,5 mp                                   | 7,3 mp                                   | 5,2 mp                                   | 3,5 mp                                   |
| Energiafogyasztás 100 km-enként (WLTP, kombinált) | 16,6 kWh                                 | 16,5 kWh                                 | 17,2 kWh                                 | 21,9 kWh                                 |
| Akkumulátortípus                                  | Lítium polimer akkumulátor               | Lítium polimer akkumulátor               | Lítium polimer akkumulátor               | Lítium polimer akkumulátor               |
| Akkumulátor-kapacitás                             | 58,0 kWh                                 | 77,4 kWh                                 | 77,4 kWh                                 | 77,4 kWh                                 |
| Hatótávolság a WLTP szerint                       | 394 km                                   | 528 km                                   | 506 km                                   | 424 km                                   |

## Fordítás
Ez a szócikk részben vagy egészben  a   Kia EV6 című német Wikipédia-szócikk ezen változatának fordításán alapul.  Az eredeti cikk szerkesztőit annak laptörténete sorolja fel. Ez a jelzés csupán a megfogalmazás eredetét és a szerzői jogokat jelzi, nem szolgál a cikkben szereplő információk forrásmegjelöléseként.